# Morawitzella nana
Morawitzella nana – gatunek pszczoły z rodziny smuklikowatych (Haltictidae); jedyny przedstawiciel rodzaju Morawitzella. Oryginalnie została opisana jako Epimethea nana przez F. Morawitza. Opisana z okolic Ordos w Mongolii Wewnętrznej na podstawie dwóch samców, samice tego gatunku są nieznane. Endemiczna dla pustynnych rejonów Ordos.
Posiada dwie komórki submarginalne w przednim skrzydle, z czego pierwsza jest ponad dwa razy większa niż druga. Komórka marginalna jest krótsza od pterostygmy. Na głowie, tarczce, zapleczu i tylnych częściach tergitów znajdują się żółte znaczenia.